# جان کانینگهام
جان کانینگهام (انگلیسی: John Cunningham; ۱۳ آوریل ۱۸۸۵ – ۱۳ دسامبر ۱۹۶۲) فرد نظامی اهل بریتانیا بود. وی همچنین برندهٔ جوایزی همچون صلیب جنگ ۱۹۴۵–۱۹۳۹ (فرانسه) و لژیون دونور (افسر بزرگ) شده‌است.
او که یک ناوبر ارشد واجد شرایط بود، در سال ۱۹۳۰ به عنوان مدیر طرح‌ها در نیروی دریایی منصوب شد. او در طول جنگ جهانی دوم به عنوان فرمانده کل ناوگان مدیترانه با مسئولیت پیاده شدن متفقین در آنزیو و جنوب فرانسه، در عملیات حضور داشت. او در اواخر دهه ۱۹۴۰ به عنوان لرد اول دریا خدمت کرد: تمرکز او بر اجرای سیاست دولت مبنی بر اوراق کردن بسیاری از کشتی‌های قابل استفاده بود.